# Rio Elvas
Rio Elvas är ett vattendrag i Brasilien.   Det ligger i delstaten Minas Gerais, i den sydöstra delen av landet, 700 km sydost om huvudstaden Brasília.
Omgivningarna runt Rio Elvas är huvudsakligen savann. Runt Rio Elvas är det ganska tätbefolkat, med 149 invånare per kvadratkilometer.